# Paweł Tochowicz
Paweł Tochowicz (ur. 19 stycznia 1891 w Igołomi, zm. 25 marca 1979) – polski duchowny katolicki, filozof i pedagog, doktor filozofii, profesor Seminarium Duchownego w Kielcach oraz Seminarium Duchownego w Łodzi, działacz harcerski, prałat domowy Ojca Świętego.

## Życiorys
Naukę pobierał w szkołach w Słomnikach i w Kielcach. W 1907 został alumnem Seminarium Duchownego w Kielcach. Podczas studiów w seminarium kieleckim został skierowany na studia w Cesarskiej Rzymskokatolickiej Akademii Duchownej w Petersburgu. Święcenia kapłańskie otrzymał w 1914. Był wikariuszem na terenie Zagłębia Dąbrowskiego.
W 1915 wyjechał na studia na Uniwersytecie we Fryburgu Szwajcarskim, które ukończył w 1922 uzyskaniem stopnia naukowego doktora w zakresie filozofii.
Po studiach rozpoczął pracę w szkole katolickiej w Kielcach. Zaangażował się w tworzenie i rozwój harcerstwa katolickiego na terenie Kielecczyzny. Przed 1925 biskup Augustyn Łosiński powołał go na wychowawcę kleryków w Seminarium Duchownym w Kielcach. Był także nauczycielem religii w gimnazjach kieleckich, od 1936 wizytatorem katechezy, prezesem Komisji Szkolnej w Kurii Diecezjalnej. W 1935 został wykładowcą w Seminarium Duchownym w Kielcach.
Po wybuchu II wojny światowej uzyskawszy zgodę biskupa 4 września 1939 wyjechał z Kielc i przez Węgry przedostał się do Europy Zachodniej, by ostatecznie osiąść w Brazylii.
W 1957 został profesorem Seminarium Duchownego w Łodzi.
Został prałatem domowym Ojca Świętego.
Na emeryturę przeszedł w 1967. Zamieszkał w Domu Księży Emerytów w Kielcach.
Zmarł 25 marca 1979. Został pochowany na cmentarzu parafialnym w Słomnikach.

## Publikacje
- Podstawy współczesnej pedagogiki. Włocławek: 1938. Brak numerów stron w książce Wraz z Franciszkiem de Hovre.